# Ulica Wielicka w Krakowie
Ulica Wielicka – główna krakowska droga wylotowa na południowy wschód i Wieliczkę. Na odcinku od ul. H. Kamieńskiego znajdują się dwie jezdnie po trzy pasy ruchu. Od swojego początku aż do ul. L. Teligi towarzyszy jej linia tramwajowa do Nowego Bieżanowa. Od węzła autostradowego jest drogą krajową nr 94.
W czasach PRL na odcinku od skrzyżowania z ulicą Kamieńskiego do granicy miasta była częścią drogi międzynarodowej E22, następnie w latach 1985 – 2005 leżała w ciągu drogi krajowej nr 4 i trasy europejskiej E40.

## Ważne obiekty na trasie

Węzeł autostradowy Kraków-Wielicka

Przy ulicy Wielickiej i w jej bezpośrednim sąsiedztwie znajdują się:
- Stary Cmentarz Podgórski, al. Powstańców Śląskich 1
- Zajazd Pod św. Benedyktem, ul. Wielicka 2
- Urząd Miasta Krakowa, ul. Wielicka 28A
- Cmentarz Podgórski, ul. Wapienna 13 i obok niego Kopiec Krakusa
- Sklep Lidl, ul. Wielicka 67
- Urząd Marszałkowski Województwa Małopolskiego, ul. Wielicka 72
- Krakowskie Centrum Terapii Uzależnień NZOZ, ul. Wielicka 73
- Dworzec kolejowy Kraków Płaszów, pl. Braci Dudzińskich 1
- Tele-Fonika Kable Sp. z o.o. S.K.A., ul. Wielicka 114
- Treningowe boisko sportowe KS Cracovia, ul. Wielicka 101
- Zespół Szkół Elektrycznych, ul. Kamieńskiego 49
- XV Liceum Ogólnokształcące, al. Dygasińskiego 15
- Kościół parafialny pw. MB Dobrej Rady, ul. Prosta 35
- Kościół parafialny pw. św. Kingi, ul. Siemomysła 37
- Park im. Anny i Erazma Jerzmanowskich, ul. Kłodzka
- Hipermarkety OBI i Kaufland, ul. Wielicka 259
- Polsko-Amerykański Instytut Pediatrii oraz Uniwersytecki Szpital Dziecięcy Collegium Medicum UJ, ul. Wielicka 265
- Szpital Uniwersytecki, ul. Jakubowskiego 2
- hotele, poczty, sklepy, apteki, banki, hurtownie, ogródki działkowe, drobne zakłady wytwórcze i usługowe, serwisy i salony samochodowe oraz stacje benzynowe

## Planowane inwestycje i przebudowy
W planach dotyczących rozwoju infrastruktury drogowej, kolejowej i tramwajowej, zatwierdzonych w Wieloletnim Planie Inwestycyjnym Miasta Krakowa znalazły się następujące Ważne Inwestycje Strategiczne:

### Inwestycje metropolitarne
Inwestycja metropolitarna, zatwierdzona przez miasto jako jedna z najważniejszych, która związana jest z ul. Wielicką, to budowa łącznicy kolejowej między stacjami Kraków Zabłocie i Kraków Krzemionki, która ma wyeliminować ruch zwrotny pociągów przez stację Kraków Płaszów na trasie z Krakowa Głównego do Zakopanego, Wadowic, Oświęcimia i Skawiny. Ma ona przebiegać nad Estakadą Obrońców Lwowa. Inwestycję zrealizowano w latach 2015–2017.

### Inwestycje niższego priorytetu
Z inwestycji ważnych, lecz dla samego miasta, nie zaś regionu, planuje się wykonanie:
- Węzeł drogowy z III obwodnicą; skrzyżowanie bezkolizyjne z ul. Nowosądecką, ul. H. Kamieńskiego i ul. Wielicką oraz stworzenie odgałęzienia idącego obok Zalewu Bagry w kierunku Czyżyn.

## Galeria

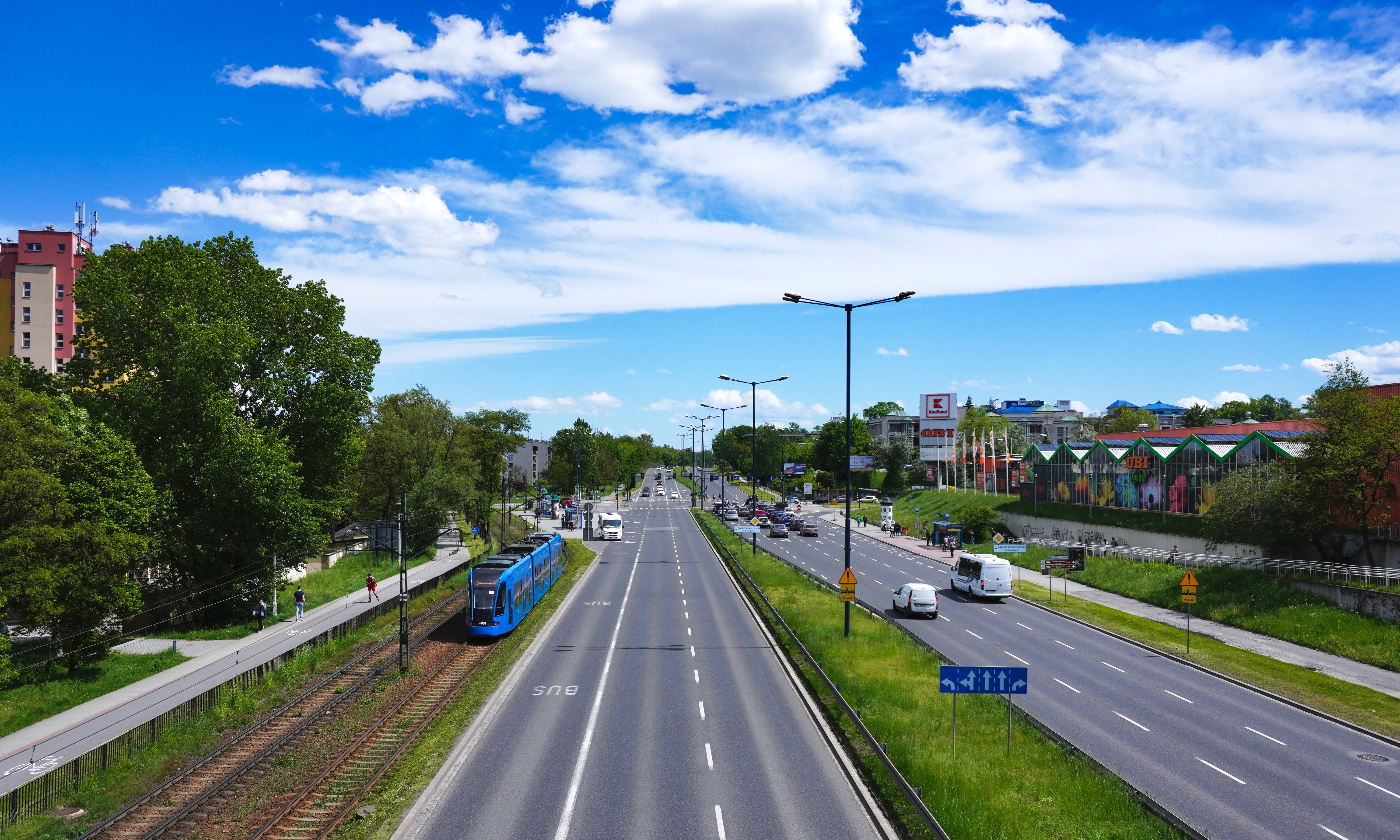
Widok z kładki w rejonie marketu Obi na południowy wschód
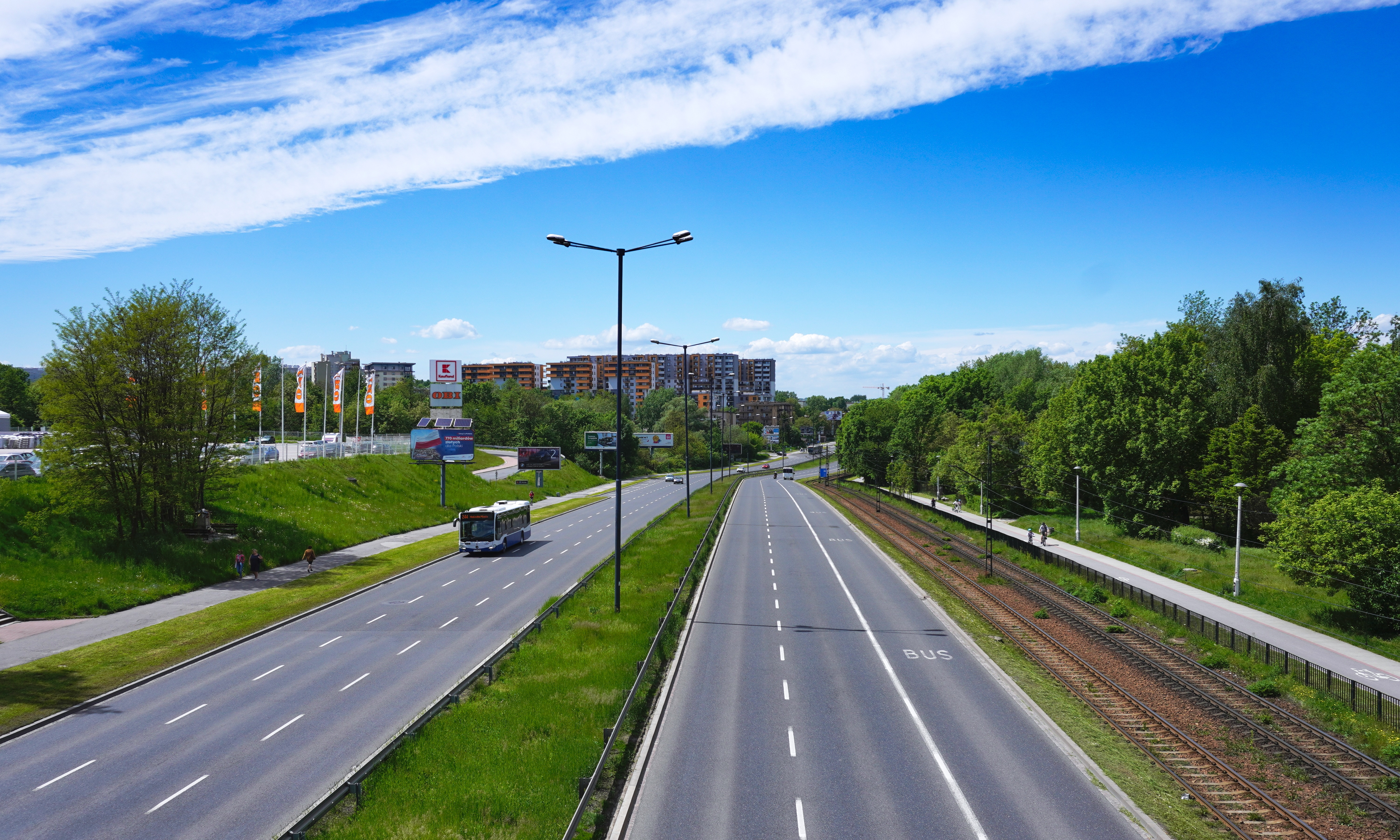
Widok z kładki w rejonie marketu Obi na północny zachód
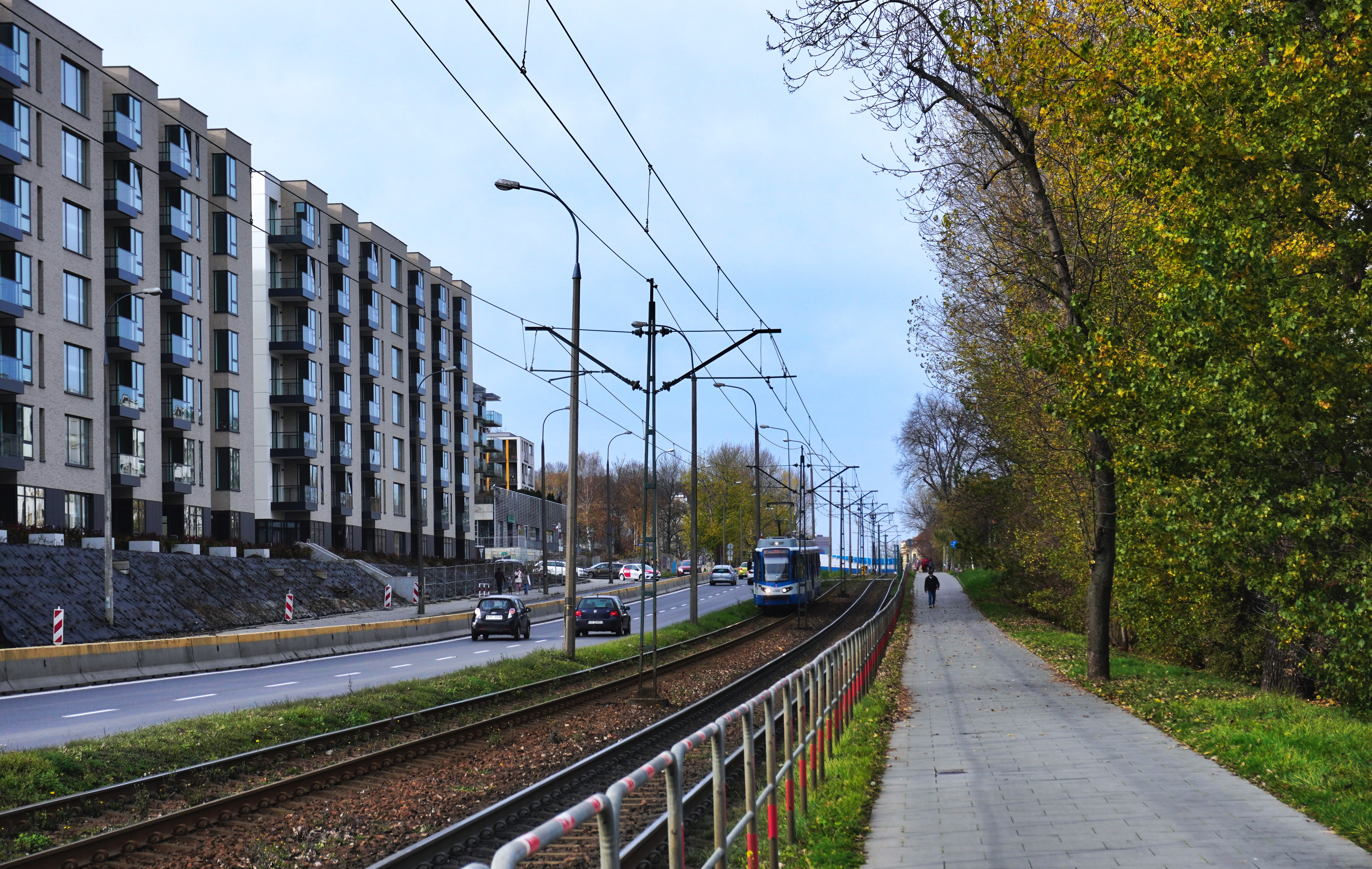
Widok w rejonie skrzyżowania z ul. Jerozolimską na północny zachód
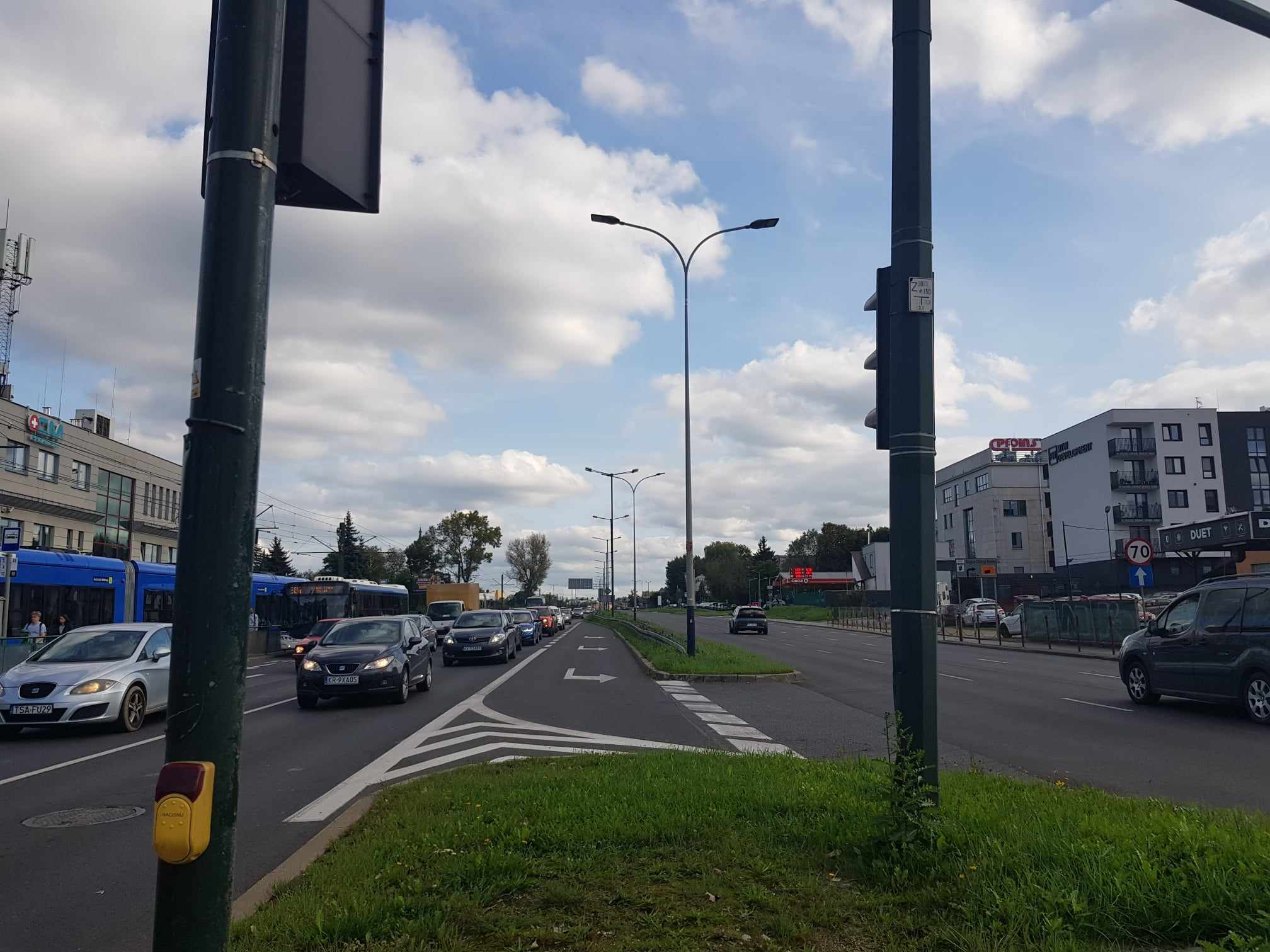
Widok w kierunku Wieliczki
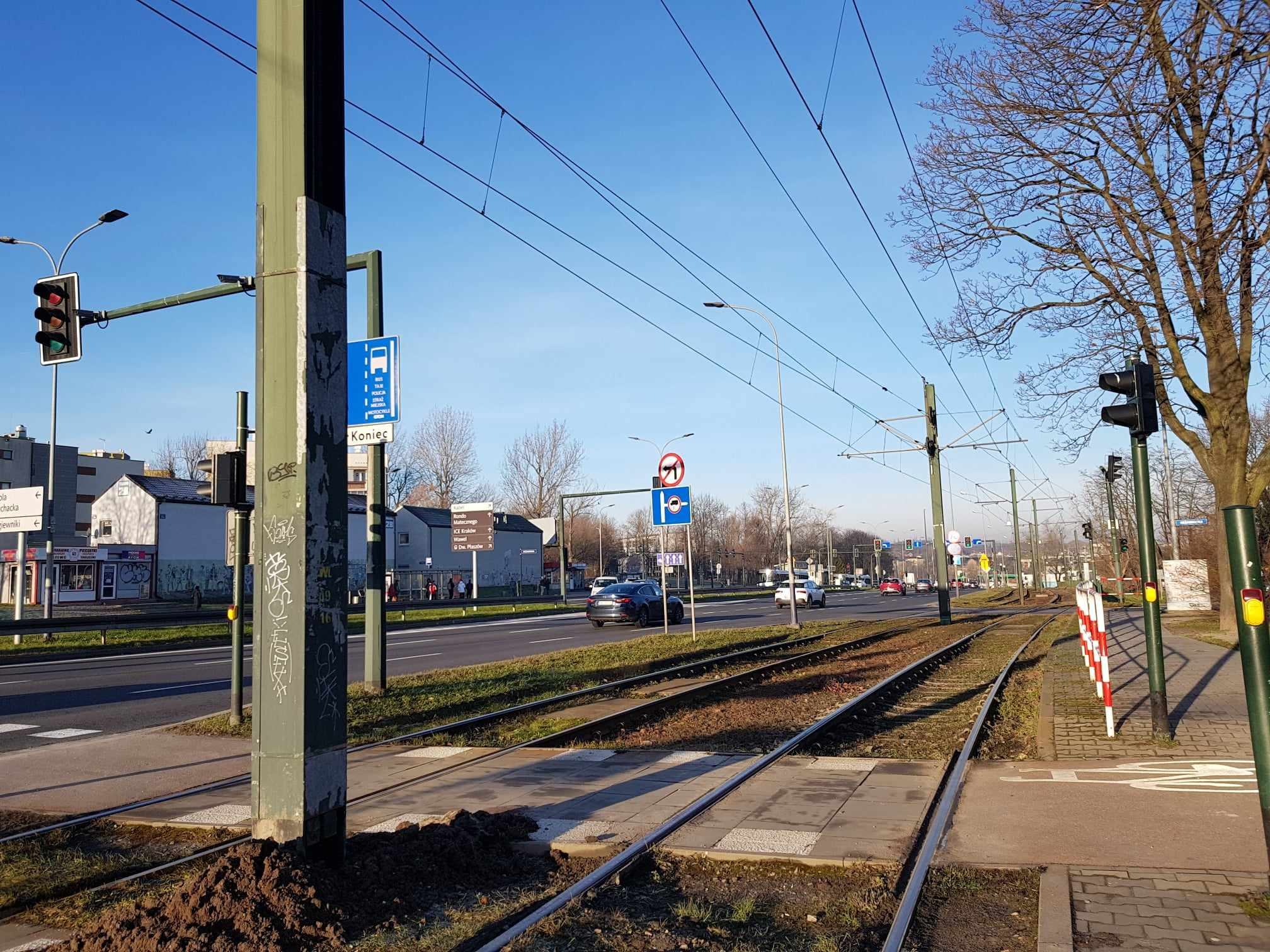
Widok na północ
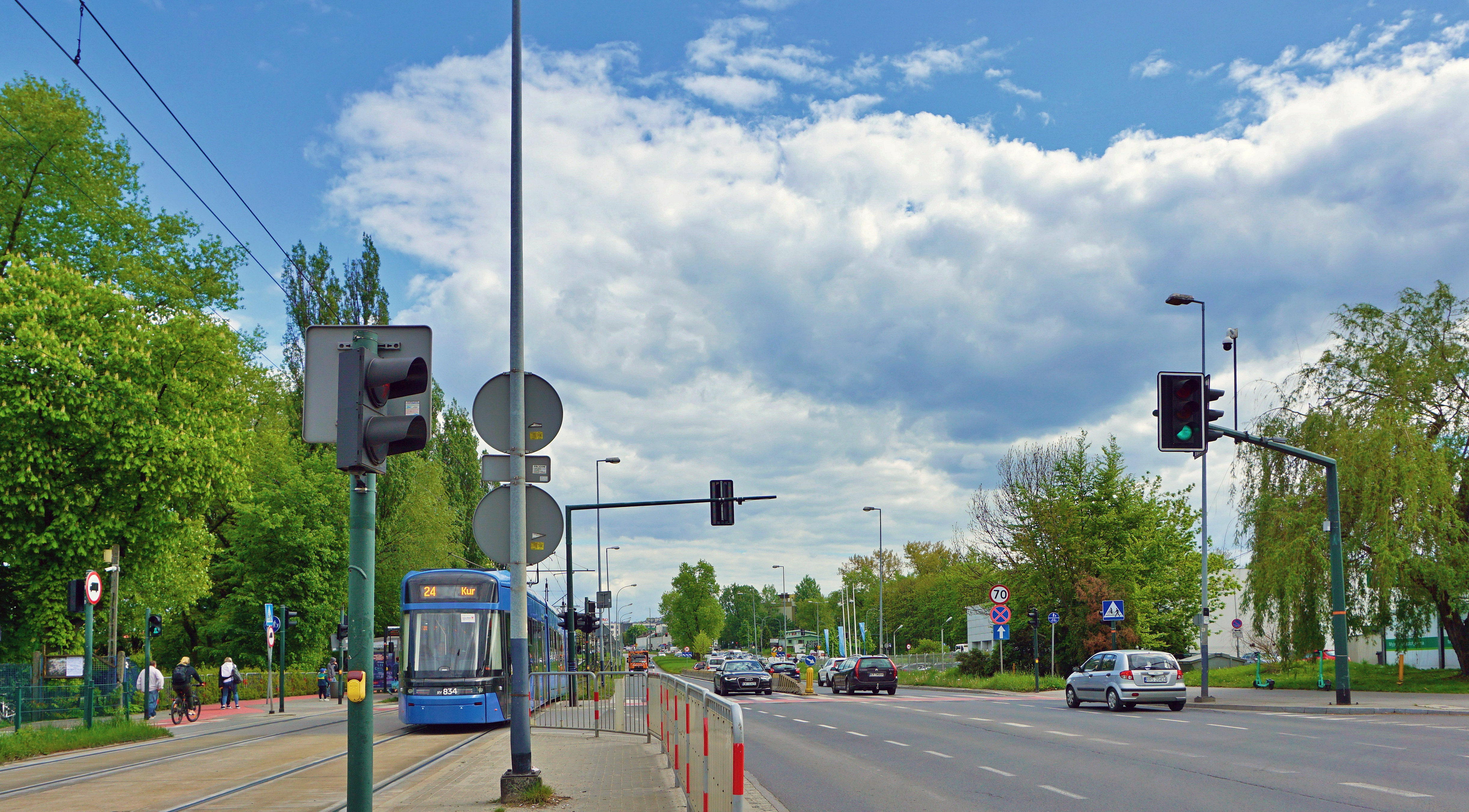
Widok na południe.